# Amado Batista
Amado Rodrigues Batista (Davinópolis, 17 de febrero de 1951) popularmente conocido como Amado Batista, es un cantante, compositor e productor discográfico brasileño.

## Carrera
Durante sus 44 años de carrera, grabó 38 álbumes, 28 de los cuales fueron inéditos, vendió más de 38 millones de álbumes, recibió cientos de premios, incluidos 28 álbumes de oro, 28 de platino y un diamante, estableciéndose como un de los artistas más vendidos en la historia de la música popular brasileña. También es propietario de la radio Amor FM 103.7, en Anápolis, Goiás.